# Émile Duchâtel
Pour les articles homonymes, voir Duchatel.
Émile, Éugène, Henri Duchâtel (21 octobre 1876 à Auneuil - 13 février 1953), est un ingénieur ferroviaire français.

## Biographie
Émile Duchâtel naît le 21 octobre 1876 à Auneuil dans l'Oise, d'Anselme, Léon, Marie Duchâtel, aubergiste à Auneuil et de Claire, Eugénie, Marie Mayeux. Après avoir étudié à Beauvais, il est admis à l'école Polytechnique le 16 octobre 1895 (avec le 179e rang au classement d'entrée). Après deux ans d'étude, il sort classé au 8e rang. Il entre en 1898 à l'École des ponts et chaussées pour trois années d'études. Il est nommé ingénieur de 3e classe le 16 juin 1901. Placé à Compiègne le 16 février 1903, il travaille au projet d'adduction d'eau de la ville en 1908.
Mis en congé du corps des Ponts, il entre à la Compagnie des chemins de fer de l'Est le 1er septembre 1910. Il occupe la place d'ingénieur en chef du matériel et de la traction de 1918 à 1933. Ses bureaux se trouvaient au 168 rue de Lafayette à Paris.
Il dépose une quarantaine de demandes de brevet et laisse son nom aux surchauffeurs de vapeur Duchâtel-Mestre DM III (trois tubes aplatis et un gros tube de retour) ou DM IV (quatre tubes aplatis).
Il assure notamment le développement de :
- la première Mountain européenne, la 241 Est 41001, construite en 1925 dans les ateliers d'Épernay,
- la 150 Est 150001 à 150195 en 1924
- la 131 T Est 32001 à 32050
- la locomotive-tender 141 TC 701 à 742 en 1929.

## Hommage
- Chevalier dans l'ordre de la Légion d'honneur en 1918, puis officier en 1925.